# Xã Lincoln Dale, Quận Sheridan, Bắc Dakota
Xã Lincoln Dale (tiếng Anh: Lincoln Dale Township) là một xã thuộc quận Sheridan, tiểu bang Bắc Dakota, Hoa Kỳ. Năm 2010, dân số của xã này là 27 người.